# Truxalis robusta
Truxalis robusta är en insektsart som först beskrevs av Boris Petrovich Uvarov 1916.  Truxalis robusta ingår i släktet Truxalis och familjen gräshoppor.

## Underarter
Arten delas in i följande underarter:
- T. r. citrina
- T. r. robusta
- T. r. uniformis